# Eomorphopus purpurascens
Eomorphopus purpurascens är en insektsart som först beskrevs av Olivier 1791.  Eomorphopus purpurascens ingår i släktet Eomorphopus och familjen torngräshoppor. Inga underarter finns listade i Catalogue of Life.